# Tomoxia serval
Tomoxia serval là một loài bọ cánh cứng trong họ Mordellidae. Loài này được Say miêu tả khoa học năm 1835.